# Al-Muqanna
Hāshim ( árabe / persa : هاشم), más conocido como al-Muqannaʿ ( en árabe: المقنع‎ "El Velado"), que murió hacia 783, fue el líder de un cisma religioso que afirmó ser un profeta y fundó una religión que era mezcla de zoroastrismo e islam. Un experimento químico provocó una explosión en la que se quemó parte de su rostro. Durante el resto de su vida usó un velo, por lo que fue conocido como "El velado". 

## Nombre y primeros años
Antes de ser conocido por el apodo de "al-Muqannaʿ" era llamado por su nombre de nacimiento, Hāshim. Los primeros eruditos creían que nació en Sogdia. Sin embargo, ahora se acepta que procedía de Balj, una ciudad cercana a Sogdia en el norte del actual Afganistán.

## Biografía
De ascendencia iraní,Hāshem fue plegador o teñidor de ropa. Se convirtió en unos de los comandantes a las órdenes del general Abu Muslim en el Gran Jorasán. Después del asesinato de Abu Muslim en el año 755 dC, Hāshem afirmó ser la encarnación de Dios. Se decía que Hāshem usaba un velo para cubrir su belleza, mientras que sus seguidores usaban ropa blanca en oposición al negro de los gobernantes abasíes. Se le atribuían actos de magia y milagros.
Hāshem jugó un papel decisivo en la formación de los ejércitos de Khorrām-Dīnān que eran dirigidos por Bābak Khorramdin en su levantamiento de los persas destinado a derrocar a los árabes gobernantes. Cuando los seguidores de Hāshem comenzaron a asaltar ciudades y mezquitas de otros musulmanes y saquear sus posesiones, los abasíes enviaron varios comandantes para aplastar la rebelión. Hāshem prefirió envenenarse a sí mismo antes que rendirse a los abasíes, que habían prendido fuego a su casa. Hāshem murió finalmente en un fuerte persa cerca de Kesh . Después de su muerte, los ejércitos de Khorrām-Dīnān existieron hasta el siglo XII.